# Ejub Mehmedović
Ejub Mehmedović (ur. 18 października 1968 w Zvorniku) – bośniacki niepełnosprawny siatkarz, medalista paraolimpijski.
Karierę rozpoczął w 1997 roku w klubie Drina. W reprezentacji narodowej grał od 1999 roku. Na Letnich Igrzyskach Paraolimpijskich 2004 był członkiem drużyny, która zdobyła złoty medal paraolimpijski, a cztery lata później wywalczył srebro. W 2002 i 2006 roku został mistrzem świata, a w latach 2003 i 2009 mistrzem Europy. Po zakończeniu kariery pracował jako trener, był m.in. w sztabie trenerskim reprezentacji Bośni i Hercegowiny na mistrzostwach Europy w 2019 roku.
W 2017 roku wyróżniono go tytułem zasłużonego sportowca Bośni i Hercegowiny.